# Cymatophoropsis
Cymatophoropsis là một chi bướm đêm thuộc họ Erebidae.

## Các loài
- Cymatophoropsis heurippa Druce, 1889
- Cymatophoropsis sinuata Moore, 1879